# Собор Святого Саввы (Париж)
Собор Свято́го Са́ввы (серб. Црква Светог Саве у Паризу) — кафедральный собор Западноевропейской епархии Сербского патриархата, расположенный в городе Париже и освящённый в честь первого сербского архиепископа и национального героя Сербии — святого Саввы Сербского.

## История
В сентябре 1947 года в Париже была основана первая сербская православная община, которая 3 февраля 1948 года была официально признана французскими властями. На начальном этапе приход не имел своего отдельного храма и богослужения совершались в храмах других христианских конфессий.
В 1962 году община взяла в аренду протестантскую церковь на рю Симплон, а в 1984 году окончательно приобрела и переоборудовала здание для православных служб.
Здание собора было построено в неороманском стиле и снаружи облицовано тесаным известняком и украшено ажурным орнаментом. Над входом в храм помещена фреска святителя Саввы Сербского, написанная в стиле древней сербской церковной живописи. Внутри церковь разделена вдоль опорными столбами на две части: слева — храмовое пространство; в правом — установлена большая икона Пресвятой Богородицы «Всецарица». Резной двухъярусный иконостас из морёного дуба с иконами (справа от Царских врат) в нижнем ряду — Спасителя, Архангела Михаила, Иоанна Крестителя, великомученика и целителя Пантелеимона; слева — образ Божией Матери «Троеручица», архидиакон Стефан, святитель Савва Сербский, святитель Николай Чудотворец. Во втором иконостасном ряду изображены двенадцать апостолов. Венчает иконостас образ Ветхозаветной Троицы и православный восьмиконечный крест. Росписей в храме нет.
Приход сербской церкви ведёт активную духовно-просветительскую деятельность: действует воскресная школа для детей и взрослых. Периодически в стенах храма устраиваются концерты православной церковной музыки. Напротив церкви находится магазин, распространяющий книги на сербском языке.